# Дзюбка, Алексей Николаевич
Алексей Николаевич Дзюбка (укр. Олексій Миколайович Дзюбка, позывной — Серпень; 20 августа 1982, Сахновщина — 18 декабря 2023, Спорное) — украинский военнослужащий, младший сержант, участник российско-украинской войны. Герой Украины (2025, посмертно).

## Биография
Родился в посёлке Сахновщина Харьковской области. Окончил Полтавский университет экономики и торговли по специальности «Товароведение и коммерческая деятельность». В 2011 году получил второе высшее образование в Национальном педагогическом университете имени М. П. Драгоманова. С 2013 года проживал с семьёй в посёлке Коцюбинское Киевской области, работал менеджером по продажам недвижимости в компании «Міськжитлобуд».
С началом полномасштабного вторжения России в Украину в 2022 году вступил в ряды Национальной гвардии Украины. Служил в батальоне «Свобода» бригады «Рубеж», занимая должность командира взвода оперативного назначения.
Погиб 18 декабря 2023 года в бою с российскими войсками в районе села Спорное Бахмутского района Донецкой области. Ему было 41 год. Похоронен в родном посёлке Сахновщина.

## Награды
- Звание «Герой Украины» с удостоением ордена «Золотая Звезда» (20 января 2025, посмертно) — за личное мужество и героизм, проявленные в защите государственного суверенитета и территориальной целостности Украины, верность военной присяге[1].